# Rittersdorf (Türingia)
Rittersdorf település Németországban, azon belül Türingiában. Lakosainak száma 271 fő (2023. december 31.). Rittersdorf Bad Berka és Kranichfeld községekkel határos.

## Népesség
A település népességének változása:
| Lakosok száma | 275  | 276  | 267  | 272  | 271  |
|               | 2017 | 2019 | 2021 | 2022 | 2023 |